# Эджертон (город, Миннесота)
Эджертон (англ. Edgerton) — город в округе Пайпстон, штат Миннесота, США. На площади 3 км² (3 км² — суша, водоёмов нет), согласно переписи 2002 года, проживают 1033 человека. Плотность населения составляет 343,7 чел./км².
- Телефонный код города — 507
- Почтовый индекс — 56128
- FIPS-код города — 27-18152[1]
- GNIS-идентификатор — 0643170[2]